# Angel with the Scabbed Wings
«Angel with the Scabbed Wings» es el décimo track del álbum de 1996, Antichrist Superstar, perteneciente a la banda de Metal industrial Marilyn Manson.

## Apariciones
- Antichrist Superstar.

## Versiones
- "Angel with the Scabbed Wings" — "Aparece en Antichrist Superstar".
- "Angel with the Scabbed Wings (Live)" — Aparece en Dead to the World.
- "Angel with the Scabbed Wings (Demo)" — Aparece en Antichrist Final Songs

## Curiosidades
- Es una de las pocas canciones del álbum en ser escritas y grabadas con la afinación de la guitarra Eb estándar.
- La canción cuenta con un riff muy similar al tema principal de la obra de Broadway Jesucristo Superstar, del cual "Antichrist Superstar" es una parodia.
- El riff es casi idéntico al empleado en la canción Freak on a Leash de Korn en el minuto 03:05.